# Blomesche Wildnis
Blomesche Wildnis er en by og kommune i det nordlige Tyskland, beliggende i Amt Horst-Herzhorn under Kreis Steinburg. Kreis Steinburg ligger i den sydvestlige del af delstaten Slesvig-Holsten.

## Geografi
Kommunen Blomesche Wildnis ligger i marsken lige nord for Glückstadt og består af flere vejbebyggelser langs Elben. Floden Stör har sit udløb i Elben lige nordvest for kommunegrænsen, i kommunen Borsfleth.